# Jongbloed BV
Royal Jongbloed was een Nederlandse drukkerij, uitgeverij en mediabedrijf in Heerenveen, gespecialiseerd in het drukken van bijbels en christelijke liedbundels. Sinds 2022 is de grafische tak verzelfstandigd en een samenwerkingsverband aangegaan met drukkerij Wilco. De uitgeverij werd toen onderdeel van Eisma Media Groep en draagt sindsdien de naam Jongbloed Media.

## Dundruk en bijbels
Royal Jongbloed is gespecialiseerd in het drukken op zeer dun papier, zoals 22 grams. Dit specialisme is ontstaan doordat bijbels in principe dikke boeken zijn, die door mensen vaak graag meegenomen worden. In de praktijk kunnen door Jongbloed bijbels van zo'n 2200 pagina's worden gedrukt die een dikte hebben van ongeveer 2 cm. De dwarsligger is een boekvorm die door Jongbloed wordt gedrukt en door het bedrijf als handelsmerk is gedeponeerd.
Negentig procent van de bijbels die bij Jongbloed worden gedrukt zijn bedoeld voor de export. In nagenoeg ieder land ter wereld waar bijbels in omloop zijn bevinden zich uitgaven die door Jongbloed gedrukt zijn. Door de overname van andere uitgeverijen (IBS, NBG) is sinds een aantal jaren Jongbloed ook uitgever van Nederlandstalige bijbels. In oktober 2011 lanceerde Jongbloed samen met het Deense bedrijf 2Krogh een internationaal platform voor Bijbel-apps genaamd Pomegranate, dat in 2018 werd beëindigd.

## Geschiedenis
Jongbloed werd opgericht in 1862 en is voortgekomen uit een drukkerij in Leeuwarden, waar Auke Jongbloed halverwege de 19e eeuw begon met het drukken van bijbels en liedboeken. Aan het begin van de twintigste eeuw werd Jongbloed een NV. 
Per 1 september 2009 maakt Uitgeverij Medema deel uit van Uitgeverij Jongbloed. De activiteiten werden verplaatst van Vaassen naar Heerenveen; publicaties van Medema verschijnen nog wel onder het eigen label. Medio 2011 werden ook de activiteiten van het dat jaar failliet verklaarde Inspirit Media door Jongbloed overgenomen. In november 2017 nam Jongbloed de uitgeverij Ark Media over. Op 2 juli 2013 kreeg het ruim 150 jaar oude bedrijf Jongbloed het predicaat 'Koninklijk' toegekend. Sindsdien noemt de groep zich Royal Jongbloed.
Sinds de oprichting van het bedrijf is het tot 2016 in handen geweest van de familie Jongbloed. Tot het begin van de eentwintigste eeuw maakten leden van de familie deel uit van de directie. In 2016 verkocht de familie Jongbloed (een deel van) haar aandelen aan een Friese stichting, Landgoed Oranjewoud Participaties BV. Dit is een dochteronderneming van FB Oranjewoud, een participatiemaatschappij die tot doel heeft het economisch klimaat en vooral de werkgelegenheid te bevorderen.

## Uitgeverij verkocht
Jongbloed uitgeverij werd in 2022 overgenomen door Eisma Media Groep uit Leeuwarden. Volgens Jongbloed-directeur Matthy Groen was er "geen financiële noodzaak" voor het besluit. Onder de naam Jongbloed Christelijke Media blijven er boeken uitgegeven worden voor de christelijke markt.

## De Groene Bijbel
Op 30 november 2016 werd bekend dat er fraude was gepleegd met de zogeheten Groene Bijbel, die kort daarvoor was gepresenteerd. Het NBG had 100.000 bijbels verzameld om te laten recyclen en te verwerken in deze speciale thematische bijbels. Een medewerker van Jongbloed bleek de verzamelde bijbels te hebben laten verdwijnen en ongerecycled papier te hebben besteld.